# Resolució 201 del Consell de Seguretat de les Nacions Unides
La Resolució 201 del Consell de Seguretat de les Nacions Unides, aprovada per unanimitat el 19 de març de 1965, després de reafirmar les seves resolucions anteriors sobre el tema i agrair a totes les nacions que l'havien contribuït, el Consell va ampliar l'estacionament de la Força de les Nacions Unides pel Manteniment de la Pau a Xipre durant 3 mesos més, fins al 26 de juny de 1965.